# Jorge Iván Laverde
Jorge Iván Laverde Zapata, (Turbo, 12 de septiembre de 1972) más conocido por su alias de "El Iguano", es un excomandante paramilitar colombiano, fue miembro de las Autodefensas Unidas de Colombia (AUC). Laverde comandó el Frente Fronteras del Bloque Catatumbo de las AUC.

## Biografía
Nacido en Turbo (Antioquia), en un hogar tradicional católico de Urabá, tuvo 15 hermanos, era camionero.
A sus 17 años se une a los paramilitares bajo el mando de Carlos Mauricio García Fernández «Doble Cero» . Fue capturado 2 veces por las autoridades y se fugó en las dos ocasiones en 2000.

## Delitos
Laverde cobró notoriedad cuando confesó haber ordenado unos 4 mil asesinatos siendo comandante de su unidad en las AUC. Laverde aseguró que utilizó un horno para desaparecer el rastro de sus víctimas y habría ejecutado a cerca de 170 personas él mismo. La mayoría de sus crímenes fueron ejecutados en el Área Metropolitana de  Cúcuta, departamento de Norte de Santander.
Laverde ordenó cerca de 28 masacres y asesinatos selectivos como el de los fiscales Carlos Arturo Pinto y María del Rosario Silva, el candidato a la Gobernación del departamento de Norte de Santander, Tirso Vélez y el del asesor de la Alcaldía de Cúcuta, Alfredo Enrique Flórez que cometió entre 1999 y 2005.
En junio de 2008, Laverde declaró bajo la Ley de Justicia y Paz, que el ex-subdirector del DAS, José Miguel Narváez, instigó a Carlos Castaño para que asesinara a Jaime Garzón. Un mes después, en julio, el también desmovilizado Ever Veloza García, alias 'HH', entregó a la Fiscalía un USB que pertenecería a Castaño y en el que habría pruebas de que este ordenó a la banda de sicarios La Terraza el asesinato del periodista y que, según Veloza, el jefe paramilitar había dicho en varias ocasiones que el crimen de Garzón fue un error y que lo hizo por "hacerle caso a unos amigos del Ejército Nacional" los cuales colaboraron con la banda de asesinos para el crimen.
En agosto del 2013 Laverde declaró ante la fiscalía de que el excoronel Jorge Eliecer Plazas Acevedo, exjefe de inteligencia de la Brigada XIII del Ejército Nacional para los años 90, fue uno de los autores materiales del magnicidio de Jaime Garzón, de ser un colaborador del cuestionado General Rito Alejo del Río y de las Autodefensas Unidas de Colombia en labores de inteligencia contra personajes de la política, periodistas y defensores de derechos humanos, quienes estaban en la mira de los paramilitares y de dirigir una banda criminal, los cuales se encargaban de secuestrar y extorsionar comerciantes en Bogotá, la cual estaba conectada con los paramilitares de Cundinamarca y Antioquia, y que entre estas víctimas, estaban el comerciante Wilson Martínez y el comerciante israelí Benjamin Kourdari, los cuales habían sido llevados a Pacho (Cundinamarca) y posteriormente asesinados. Por estos crímenes Plazas Acevedo fue encarcelado pero escapó en 2003.[cita requerida]

## Condena
En diciembre de 2010, Laverde, estando cubierto bajo la Ley de Justicia y Paz y por sentencia del Tribunal Superior de Bogotá, fue condenado a ocho años de cárcel, pena máxima que se puede imponer por dicha ley tras de los acuerdos que llegaron el gobierno de Álvaro Uribe y las AUC durante el Proceso de desmovilización de dicha organización. Laverde se convirtió en el tercer excomandante de las AUC condenado bajo la Ley de Justicia y Paz, junto a Uber Enrique Bánquez, alias 'Juancho Dique', y Edwar Cobos Téllez, alias 'Diego Vecino' por masacres similares.
En 2021, sufrió un accidente automovilístico entre Medellín y Bogotá.